# Guillermo de Fécamp
Guillermo de Dijon o de Volpiano (Isla de San Julio, Novara, 962-Fécamp, Normandia, 1 de enero de 1031), fue monje benedictino italiano.
Nació en la isla de San Julio del lago de Orta, en Novara, y era hijo del conde de Volpiano, una familia de Suabia, y como todos los segundones fue educado en el monasterio de San Genuario de Lucedio. Se hizo benedictino en Lucedio, cerca de Vercelli. Completó sus estudios en Vercelli y en Pavía. Enfrentado al obispo de Vercelli por haber rechazado el sacerdocio (que habría supuesto el juramento de fidelidad al obispo), Guillermo acudió para una breve estancia a San Miguel de la Chiusa, en el monte Pirchiriano.
En el 987, se trasladó a Cluny cuando era abad san Mayolo, que lo convirtió en su discípulo predilecto. Después de un año, Mayolo lo envió como prior del cenobio de Saint-Saturnin-sur-Rhône (actual Pont-Saint-Espirit).
Fue enviado por el obispo a reformar la abadía de San Benigno en Dijon en el 990, y de la que hizo el centro desde la cual se extendió la reforma cluniacense en toda Borgoña, Normandía, Lorena e Italia septentrional, concretamente en las abadías normandas de Jumièges y Saint Ouen de Ruan, aunque con independencia de Cluny. Convenció a san Odilón a hacerse monje en Cluny.
Era gentil con los pobres, en el trato con los grandes demostró una notable firmeza. Hizo dos viajes a Italia (Roma, Benevento, San Miguel de Gargano, Farma). A su regreso al Lacio, enfermó de malaria que le obligó a detenerse en el monasterio de Santa Cristina de Corteolona, y después en Vercelli. Al final de su vida fundó la abadía de Fruttuaria en Piamonte y reconstruyó la de Fécamp dándole unas normas que fueron originales en su tiempo, donde murió; los monjes intentaron sin éxito conseguir su canonización, aunque es venerado como santo entre los benedictinos, mientras en 1808 su culto fue aprobado en la diócesis de Ivrea.
- Datos: Q1375104
- Multimedia: Guillaume de Volpiano / Q1375104